# Krašovice (okres Plzeň-sever)
Krašovice (německy Kraschowitz) jsou obec v okrese Plzeň-sever v Plzeňském kraji. Žije v ní 352 obyvatel.

## Historie
První písemná zmínka o vesnici pochází z roku 1252.
V katastrálním území vesnice se těžilo černé uhlí. Nejstarší důl Barbora byl otevřen už před rokem 1850. Ve druhé polovině devatenáctého století zahájily provoz doly Josef, Jan, Luisa a Terezie, z nichž se v dolech Jan a Luisa uhlí těžilo ještě na začátku dvacátého století.

## Obyvatelstvo
Při sčítání lidu v roce 1921 zde žilo 460 obyvatel (z toho 241 mužů) československé národnosti, z nichž bylo 272 římských katolíků, 181 lidí bez vyznání, jeden evangelík, tři členové církve československé a tři židé. Podle sčítání lidu z roku 1930 měla vesnice 517 obyvatel: 507 Čechoslováků, šest Němců a čtyři cizince. Kromě římskokatolické většiny ve vsi žilo 173 lidí bez vyznání, dvacet evangelíků, osm členů církve československé a tři židé.
| Rok            | 1869 | 1880 | 1890 | 1900 | 1910 | 1921 | 1930 | 1950 | 1961 | 1970 | 1980 | 1991 | 2001 | 2011 | 2021 |
| -------------- | ---- | ---- | ---- | ---- | ---- | ---- | ---- | ---- | ---- | ---- | ---- | ---- | ---- | ---- | ---- |
| Počet obyvatel | 352  | 398  | 482  | 430  | 430  | 460  | 517  | 413  | 435  | 419  | 421  | 367  | 350  | 380  | 360  |
| Počet domů     | 40   | 49   | 49   | 49   | 57   | 65   | 84   | 97   | 97   | 98   | 102  | 109  | 117  | 126  | 132  |

## Obecní správa
Mezi lety 1869–1985 Krašovice byly obcí v okrese Kralovice (1869–1930), poté v okrese Plasy (1950) a později v okrese Plzeň-sever. Od 1. ledna 1986 do 23. listopadu 1990 patřily jako část obce k Dolní Bělé a od 24. listopadu 1990 jsou opět samostatnou obcí. V letech 1869–1880 k obci patřil Bučí.

### Obecní symboly
Znak a vlajka byly obci uděleny rozhodnutím předsedy Poslanecké sněmovny Parlamentu České republiky dne 14. prosince 2018.

## Pamětihodnosti
- Kostel svatého Jiljí[11]

## Osobnosti
- František König (1853–1910), starosta obce a poslanec Českého zemského sněmu
- Hanuš Zápal (1885–1964), architekt